# Jaume Carner i Suñol
Jaume Carner i Suñol (Barcelona, 1925 - 7 de septiembre de 1992) fue un financiero español, de origen catalán.

## Biografía
Jaume Carner era nieto de Jaime Carner Romeu y de Ildefons Suñol, y primo de Joan Reventós i Carner. Fue amigo de niñez de Raimon Carrasco y se casó con María Lourdes Cabana, hermana de Francesc Cabana. También fue vocal del Círculo de Economía entre 1972 y 1974, y miembro de la Sociedad Catalana de Economía, filial del IEC. Políticamente, participó en la fundación, en 1975, del Club Catalònia, pero al año siguiente se pasó a Unión Democrática de Cataluña (UDC).

## Trayectoria
Con Jordi Pujol y Francesc Cabana participó en la fundación de Banca Catalana, nacida de la pequeña Banca Dorca de Olot (Gerona). Jaume Carner ocupó la presidencia del Consejo de Administración entre 1959 y 1978, año en que fue sustituido por Raimon Carrasco, persona de la órbita de la familia Carner. En 1984 fue encausado, con 25 directivos más, en el caso Banca Catalana, acusado de los presuntos delitos de apropiación indebida, falsedad de documento público y mercantil y maquinación para alterar el precio de las cosas. En marzo de 1990, la Audiencia de Barcelona decretó el sobreseimiento definitivo del sumario contra los antiguos consejeros al no encontrar indicios suficientes de delito, a pesar de considerar que pudieron llevar a cabo una gestión imprudente e incluso desastrosa.
También fue consejero de la Compañía de Industrias Agrícolas, que en 1990 se fusionó con Ebro, Compañía de Azúcares y Alcoholes, dentro de la órbita de KIO. También ocupó lugares destacados en otras grandes empresas, como Litho Formas Españolas S.A., Artera S.A. y Carburos Metálicos, representando los intereses de su núcleo familiar. 

## Distinciones
Fue condecorado por François Mitterrand por haber hecho una donación a la Universidad de La Sorbona.